# Baltische Badmintonmeisterschaft
Baltische Badmintonmeisterschaften (auch Baltic Cup genannt) für Erwachsene wurden in den Jahren 1997 und 1998 sowie 2006 und 2008 ausgetragen. 1998 und 2009 fand auch ein Turnier für Junioren statt. Seit dem letztgenannten Jahr werden ebenfalls baltische Badmintonmeisterschaften für Senioren ab einem Alter von 35 Jahren an ausgetragen.

## Die Sieger
| Jahr | Herreneinzel         | Dameneinzel     | Herrendoppel                             | Damendoppel                          | Mixed                                  |
| ---- | -------------------- | --------------- | ---------------------------------------- | ------------------------------------ | -------------------------------------- |
| 1997 | Aivaras Kvedarauskas | Kelli Vilu      | Mikhail Kelj Nikolai Ukk                 | Kairi Saks Kati Kraaving             | Viktor Maljutin Anastasia Russkikh     |
| 1998 | Robert Liljequist    | Kati Kraaving   | Gediminas Andrikonis Dainius Mikalauskas | Kairi Saks Eve Jugandi               | Aivaras Kvedarauskas Neringa Karosaitė |
| 2006 | Raul Must            | Kristīne Šefere | Raul Must Ants Mängel                    | Kristina Dovidaitytė Ligita Bandholm | Aivaras Kvedarauskas Ligita Bandholm   |
| 2008 | Rainer Kaljumäe      | Kristīne Šefere | Rainer Kaljumäe Ants Mängel              | Helen Reino Ketly Freirik            | Ants Mängel Helen Reino                |